# Swingolf
Swingolf is een variant op het balspel golf met enigszins afwijkende regels. Swingolf heeft ten opzichte van de klassieke golfsport  een aantal voordelen, die het spel laagdrempeliger maken en ook milieuvriendelijker. Swingolf is in de eerste plaats een recreatieve manier van golf spelen.

## Verschillen met standaard-golf
- Er wordt slechts één golfclub gebruikt. Aan het clubhoofd, dat doorgaans van aluminium gemaakt is en dat  veelhoekig is, zijn verschillende oppervlakken aangebracht, voor het gebruik als driver, fairway wood of putter.
- De golfbal (in het standaard golfspel: maximum gewicht 45,93 gram, diameter minimaal 4,267 centimeter) is iets zwaarder en groter  (50 gram resp. 5 centimeter diameter), waardoor hij na te zijn geslagen langzamer door de lucht beweegt dan een even krachtig geslagen gewone golfbal.
- Er wordt gespeeld op duidelijk kleinere golfterreinen. Wel kan een hole 200 meter lang zijn; de fairway is doorgaans 12 m breed. De terreinen zijn in het algemeen compact ingericht. Een 18-hole swingolf-terrein meet gemiddeld 10 hectare.
- Er wordt gespeeld op gras, waarvan de biologische eigenschappen aan ongeveer dezelfde regels als op gewone golflinks moeten voldoen. Het is echter gebruikelijk, dat de greenkeepers bij het inzaaien en onderhouden van de baan afzien van de toepassing van pesticiden en kunstmest en van extra irrigatie bij droogte. Hierdoor kan swingolf voldoen aan strengere milieu- en duurzaamheidseisen.
- Aan de spelers worden geen andere kledingvoorschriften opgelegd, dan dat de kleding aan minimumeisen van betamelijkheid voldoet. Men kan de sport dus, doorgaans anders dan standaard golf, gehuld in T-shirt en spijkerbroek bedrijven.
- Beginners wordt alleen verzocht, het gebruik van club en bal te oefenen op een afgeschermd terrein met een vangnet om de bal in te slaan. Doorgaans worden clubs, evenals bij minigolf, ter plaatse verhuurd. Lidmaatschap van een vereniging is voor het spelen van swingolf niet vereist.
- De catering op een swingolf-terrein is met die in een fastfood-restaurant te vergelijken.

## Geschiedenis en verspreiding
Swingolf, waarvan de benaming  een samentrekking is van swing, zwaai(en), en golf, is ontstaan in Etampes in Frankrijk omstreeks 1983. Sedert omstreeks 2003 wordt het ook buiten Frankrijk gespeeld, met name in  de westelijke helft van Duitsland, de grensstreken met Duitsland in Denemarken en Oostenrijk en in Zwitserland.
Anno 2020 bestonden er drie swingolf-terreinen in de Ardennen in België en één in het buitengebied van Lelystad in Nederland.

## Afbeeldingen

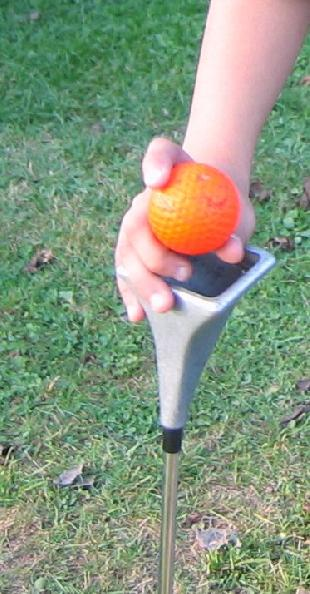
Swingolf-bal en -club
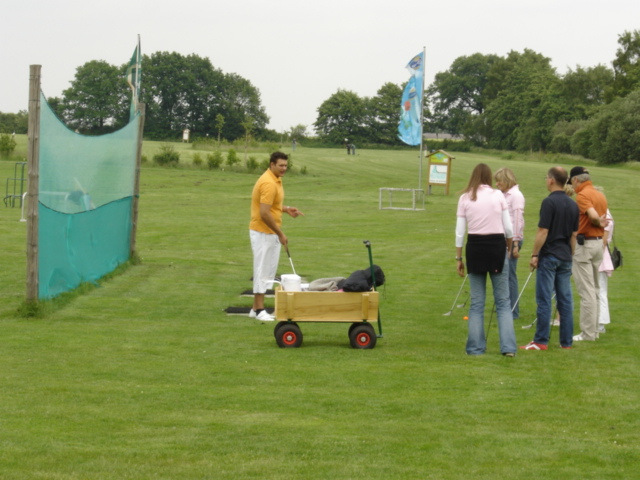
Oefenen met slaan in een vangnet